# Alfonso V di León
Alfonso Bermúdez, detto el Noble, "il Nobile" (Alfonso anche in spagnolo e in asturiano, Alfons in catalano, Afonso in galiziano e in portoghese, Alifonso in aragonese e Alfontso in basco; 996 – Viseu, 4 luglio 1028), fu re di León dal 999 al 1028.

## Origine
Alfonso, sia secondo la Historia genealógica y heráldica de la monarquía española, Volume 1, che secondo la Historia De Los Hechos De España di Rodrigo Jimenez De Rada era figlio del re di León Bermudo II e di Elvira Garcés di Castiglia, figlia del conte de Castiglia García Fernández e come riporta il documento n° II del Cartulario del infantado de Covarrubias della moglie, Ava di Ribagorza (domno Garsea comite sive domna Ava cometissa et filiis adque filiabus vestris), figlia, secondo il codice di Roda del Conte di Ribagorza Raimondo II e di Garsenda di Fézensac.

Bermudo II, secondo alcuni era figlio illegittimo del re di León Ordoño III e della sua amante Aragonta Peláez, figlia del conte Pelayo González, ma secondo altri era figlio di una seconda moglie, Elvira, figlia del conte di Asturia Gonzalo e della moglie Teresa, come riportano sia la Historia genealógica y heráldica de la monarquía española, Volume 1, che la Memorias de las reynas catholicas.

## Biografia

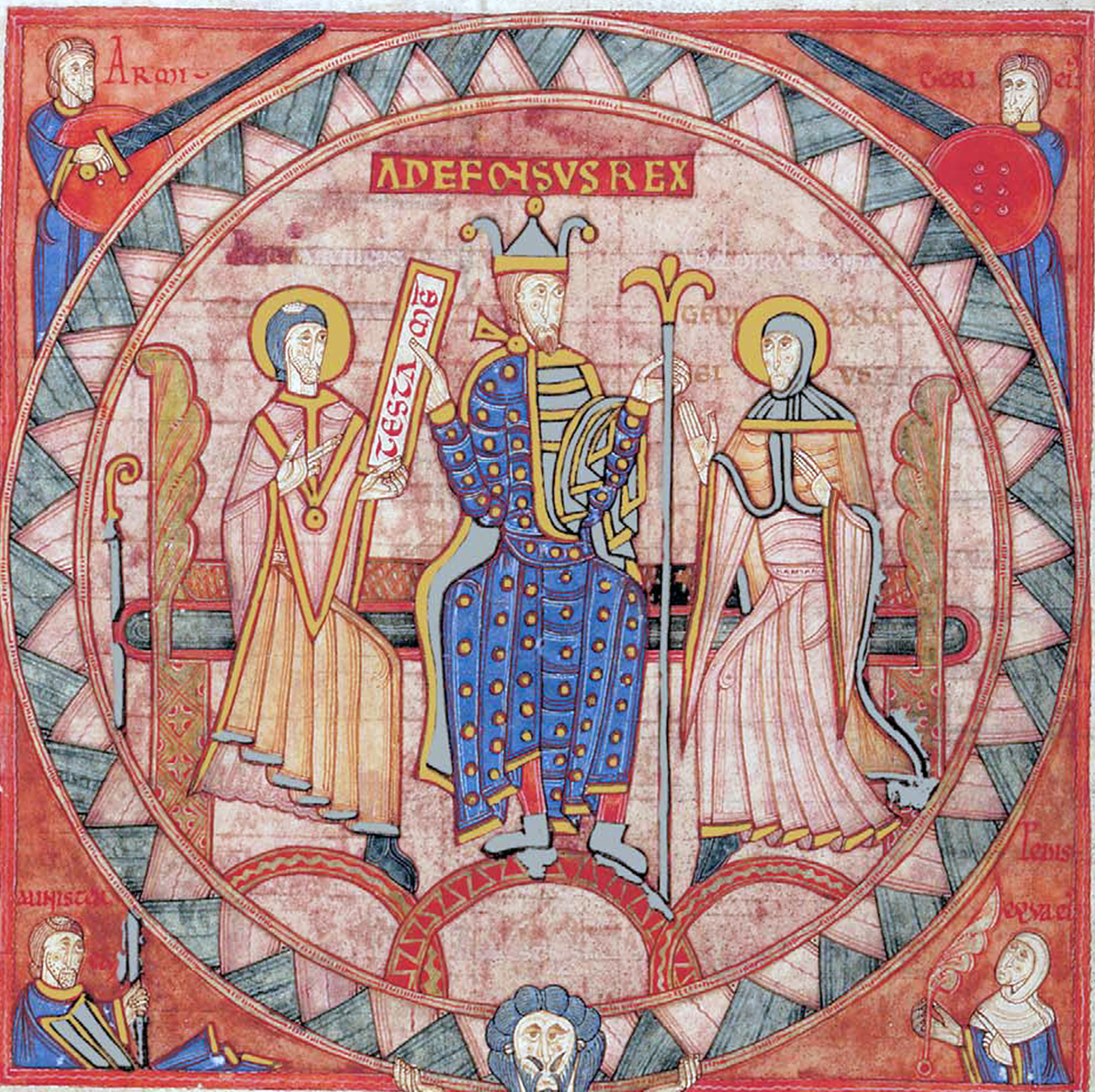
Alfonso V nel secolo XII dal Libro de los Testamentos di Pelagio da Oviedo.

Nel 999, quando il suo regno era ridotto alla sola zona costiera di Galizia e Asturie, suo padre Bermudo II morì nella provincia di El Bierzo, non lontano da Ponferrada, a causa della gotta che da tempo lo faceva soffrire, e fu tumulato a Villabuena (Cacabelos) e solo in secondo tempo la salma fu traslata nella capitale, León, come riportano sia la Historia de España: parte XVI, che il Chronicon de Sampiri.

Gli succedette il figlio Alfonso, di circa cinque anni, sotto la reggenza, come riportano sia la Historia genealógica y heráldica de la monarquía española, Volume 1, che Rodrigo Jimenez De Rada, nel suo Historia De Los Hechos De España, della madre, Elvira e di Menendo González(† 11ottobre 1008), Conte di Portucale.

Alla nomina di Menendo González si era opposto invano il Conte di Castiglia Sancho Garcés, come riporta la Recherches sur l'histoire et la littérature de l'Espagne pendant le moyen age, tome premier.
Nel 1002, unitamente ai navarresi di Sancho III il Grande e ai castigliani di Sancho Garcés le truppe leonesi parteciparono alla battaglia di Calatañazor, dove Almanzor (molto probabilmente la sua retroguardia) subì la sua prima sconfitta e poco dopo, a Medinaceli, morì, come riporta lo storico Rafael Altamira.

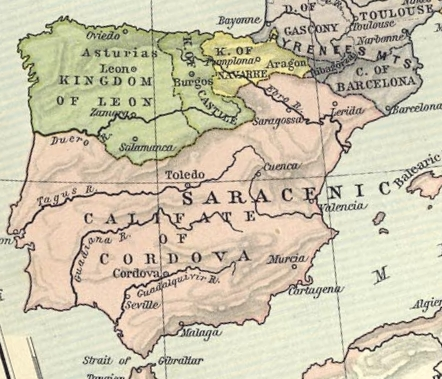
La penisola iberica alla morte del padre Bermudo II

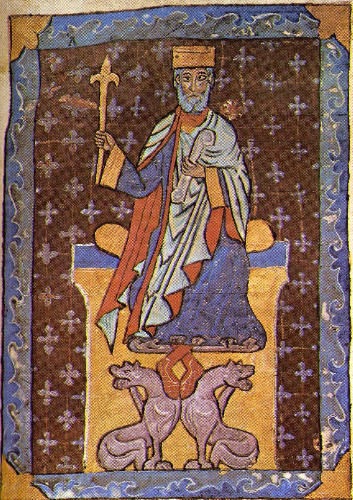
Alfonso V di León

Nel 1007 Alfonso V era divenuto maggiorenne e, dopo la morte nel 1008 di Menendo González, come riportano sia il Diccionario biográfico español, Real Academia de la Historia che La web de las biografias, cominciò a governare da solo, e la madre si ritirò in convento, come riportano le Memorias de las reynas catholicas.
Alfonso si prodigò affinché il regno di León, dopo la morte di Sanchuelo nel 1009, si potesse distaccare dalla sua posizione subordinata al califfo di Cordova.

Inoltre ripopolò la città di León dopo che era stata distrutta da Almanzor durante il regno di suo padre, come riportano le Memorias de las reynas catholicas.
Il documento n° LXXXIII datato 1007 della Apéndice del Tomo II de la Historia de la Santa A. M. Iglesia de Santiago de Compostela riporta un intervento di Alfonso V per definire i confini di tre contee mentre con il documento n° LXXXVI datato 1019 della Apéndice del Tomo II de la Historia de la Santa A. M. Iglesia de Santiago de Compostela Alfonso V conferma la sua proprietà di Santiago di Compostela.
Alfonso V inoltre, nel 1017, aveva introdotto nelle città principali del regno il fuero o Codice della Legge Municipale.
Fu il primo re di León ad usare anche il titolo di re di Castiglia.

Sempre nel 1017, aveva cercato di approfittare della morte del conte di Castiglia Sancho Garcés con cui dal 1013, come riportano sia il Diccionario biográfico español, Real Academia de la Historia, che La web de las biografias era in conflitto, perché aiutava i nobili ribelli del Regno di León, come riporta la Gran enciclopedia catalana; essendo il nuovo conte di Castiglia un bambino, García Sánchez), Alfonso V occupò alcune terre della contea di Castiglia, tra i fiumi Cea e Pisuerga, ma il cognato di Garcia, il re di Navarra Sancho III il Grande, marito della sorella Munia, protettore del piccolo conte di Castiglia, reagì, respingendo i leonesi da tutto il territorio intorno a Palencia, come riporta il Diccionario biográfico español, Real Academia de la Historia.
Alfonso V aveva respinto un'invasione di Normanni nel 1016.
Alfonso V aveva cercato di trovare un accordo con il conte di Castiglia, Garcia Sanchez, e il suo tutore, il re di Navarra Sancho III il Grande; l'accordo fu trovato, nel 1027, con il programmato matrimonio tra il conte di Castiglia, García Sánchez, e sua figlia, Sancha, come riporta Rafael Altamira.
Alfonso V morì il 4 luglio 1028, come riporta il documento n° XCII, datato 1055, della Apéndice del Tomo II de la Historia de la Santa A. M. Iglesia de Santiago de Compostela, ucciso da una freccia scagliata dai difensori musulmani della città Viseu, nell'odierno Portogallo, mentre la stava assediando.

Il Chronicon Compostellani riporta che Alfonso V regnò 29 anni.

Alfonso fu tumulato nella sua capitale, León, nella Real Basílica di Sant'Isidoro, accanto alla prima moglie Elvira.

Gli succedette il figlio, Bermudo.

## Matrimoni e discendenza
Nel 1015 Alfonso V aveva sposato Elvira Menéndez, figlia del Conte di Portucale, il galiziano Menendo González e di sua moglie, Tutadona Moniz de Coimbra (dona Mayor); il matrimonio viene confermato dal documento n° LXXXVI, datato 1019, della Apéndice del Tomo II de la Historia de la Santa A. M. Iglesia de Santiago de Compostela (Adefonsus rex, Geluira regina, Veremudus princeps).

Alfonso ebbe due figli da Elvira:
- Bermudo (1017-1037), citato nel documento n° LXXXVI, datato 1019, della Apéndice del Tomo II de la Historia de la Santa A. M. Iglesia de Santiago de Compostela[22], poi re di León. come conferma il documento n° XC, datato 1028, della Apéndice del Tomo II de la Historia de la Santa A. M. Iglesia de Santiago de Compostela[29]
- Sancha (1016- 1067), regina titolare del León e Contessa consorte e poi regina consorte di Castiglia (per il matrimonio con Ferdinando), come confermano gli Annales Complutense[30].

Essendo rimasto vedovo nel 1022 Alfonso V sposò in seconde nozze, nel 1023, Urraca Garcés di Navarra, figlia del re di Navarra García II Sánchez il Tremolante e di Jimena Fernández, come conferma JIMENA FERNÁNDEZ, ESPOSA DE GARCÍA SÁNCHEZ II DE PAMPLONA.

Alfonso ebbe una figlia da Urraca:
- Jimena di León che sposò il conte Fernando Gundemáriz (Da questa coppia nacque Cristina Fernandez dal cui matrimonio con Diego Fernandez, conte di Oviedo nacque a sua volta Jimena Díaz, moglie di Rodrigo Diaz de Vivar altrimenti detto El Cid, come riporta la Historia genealógica y heráldica de la monarquía española, Volume 1[33].

Fuori dai matrimoni, Alfonso ebbe un figlio:
- Nuño Alfonso de Amaya, signore di Amaya, come riporta la Historia genealógica y heráldica de la monarquía española, Volume 1[34].

## Ascendenza
|                            |                     |                             | Genitori                     |  |  | Nonni |  |  | Bisnonni          |  |  | Trisnonni         |  |
|                            |                     |                             |                              |  |  |       |  |  | Ramiro II di León |  |  | Ordoño II di León |  |
|                            |                     |                             |                              |  |  |       |  |  | Ramiro II di León |  |  | Ordoño II di León |  |
|                            |                     | Elvira Menéndez             |                              |  |  |       |  |  | Ramiro II di León |  |  |                   |  |
| Ordoño III                 |                     |                             |                              |  |  |       |  |  | Ramiro II di León |  |  |                   |  |
|                            |                     | Adosinda Gutiérrez          | Gutier Osóriz                |  |  |       |  |  |                   |  |  |                   |  |
|                            |                     | Adosinda Gutiérrez          | Gutier Osóriz                |  |  |       |  |  |                   |  |  |                   |  |
|                            |                     | Adosinda Gutiérrez          | Ildoncia Menéndez            |  |  |       |  |  |                   |  |  |                   |  |
| Bermudo II di León         |                     | Adosinda Gutiérrez          |                              |  |  |       |  |  |                   |  |  |                   |  |
|                            |                     | Pelayo Gonzalez             | …                            |  |  |       |  |  |                   |  |  |                   |  |
|                            |                     | Pelayo Gonzalez             | …                            |  |  |       |  |  |                   |  |  |                   |  |
|                            |                     | Pelayo Gonzalez             | …                            |  |  |       |  |  |                   |  |  |                   |  |
| Aragonta Pelaez            |                     | Pelayo Gonzalez             |                              |  |  |       |  |  |                   |  |  |                   |  |
|                            |                     | Ermesinda Gutiérrez         | …                            |  |  |       |  |  |                   |  |  |                   |  |
|                            |                     | Ermesinda Gutiérrez         | …                            |  |  |       |  |  |                   |  |  |                   |  |
|                            |                     | Ermesinda Gutiérrez         | …                            |  |  |       |  |  |                   |  |  |                   |  |
| Alfonso V di León          |                     | Ermesinda Gutiérrez         |                              |  |  |       |  |  |                   |  |  |                   |  |
|                            | Ferdinando Gonzales | Gonzalo Fernández de Burgos |                              |  |  |       |  |  |                   |  |  |                   |  |
|                            | Ferdinando Gonzales | Gonzalo Fernández de Burgos |                              |  |  |       |  |  |                   |  |  |                   |  |
|                            | Ferdinando Gonzales | Muniadomna di Lara          |                              |  |  |       |  |  |                   |  |  |                   |  |
| García Fernández           | Ferdinando Gonzales |                             |                              |  |  |       |  |  |                   |  |  |                   |  |
|                            |                     | Sancha Sánchez di Navarra   | Sancho I Garcés di Navarra   |  |  |       |  |  |                   |  |  |                   |  |
|                            |                     | Sancha Sánchez di Navarra   | Sancho I Garcés di Navarra   |  |  |       |  |  |                   |  |  |                   |  |
|                            |                     | Sancha Sánchez di Navarra   | Toda di Navarra              |  |  |       |  |  |                   |  |  |                   |  |
| Elvira Garcés di Castiglia |                     | Sancha Sánchez di Navarra   |                              |  |  |       |  |  |                   |  |  |                   |  |
|                            |                     | Raimondo II di Ribagorza    | Bernardo I di Ribagorza      |  |  |       |  |  |                   |  |  |                   |  |
|                            |                     | Raimondo II di Ribagorza    | Bernardo I di Ribagorza      |  |  |       |  |  |                   |  |  |                   |  |
|                            |                     | Raimondo II di Ribagorza    | Toda Galíndez d'Aragona      |  |  |       |  |  |                   |  |  |                   |  |
| Ava di Ribagorza           |                     | Raimondo II di Ribagorza    |                              |  |  |       |  |  |                   |  |  |                   |  |
|                            |                     | Garsenda di Fézensac        | Guglielmo Garcés di Fezensac |  |  |       |  |  |                   |  |  |                   |  |
|                            |                     | Garsenda di Fézensac        | Guglielmo Garcés di Fezensac |  |  |       |  |  |                   |  |  |                   |  |
|                            |                     | Garsenda di Fézensac        | …                            |  |  |       |  |  |                   |  |  |                   |  |
|                            |                     | Garsenda di Fézensac        |                              |  |  |       |  |  |                   |  |  |                   |  |

### Fonti primarie
- (LA) Textos navarros del Códice de Roda (PDF) (archiviato dall'url originale il 31 gennaio 2021)..
- (LA) Historia de España: parte XVI, Sampiri Astoricensis Episcopi chronicon..
- (LA) España sagrada. Volumen 14..
- (LA) Cartulario del infantado de Covarrubias..
- (LA) España sagrada. Volumen 23.
- (LA) España sagrada. Volumen 16.
- (ES, LA) #ES Historia de la Santa A. M. Iglesia de Santiago de Compostela, Tomo II..

### Letteratura storiografica
- Rafael Altamira, Il califfato occidentale, in L’espansione islamica e la nascita dell’Europa feudale, collana «Storia del mondo medievale», II volume, Milano, Garzanti, 1999  [1979],  pp. 477-515, SBN RAV0065639.
- (ES) #ES Historia genealógica y heráldica de la monarquía española, Volume 1.
- (ES) Historia De Los Hechos De Españara.
- (ES) Historia de la ciudad y corte de Leon.
- (ES) #ES Memorias de las reynas catholicas..
- (FR) #ES Recherches sur l'histoire et la littérature de l'Espagne pendant le moyen age, tome premier.
- (PT) Portugal no Período Vimaranense (868-1128). Iª Parte.